# Коновніцин Петро Петрович (син)

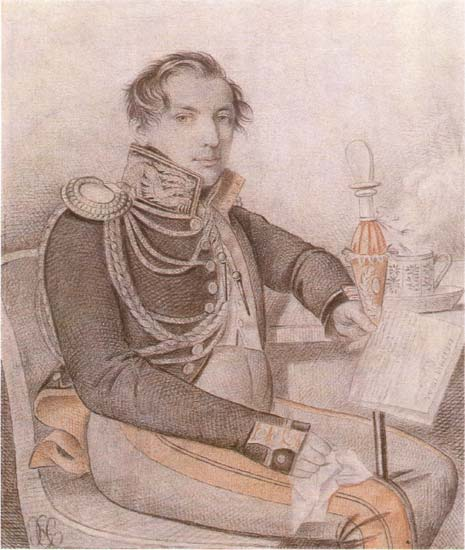
Портрет Петра Коновніцина авторства Карла Гампельна

Коновніцин Петро Петрович (14 жовтня 1803 (за іншими даними у 1802) — 1830) — декабрист, граф, поручник Гвардійського генерального штабу. Учасник  російсько-турецької війни 1828—1829 років.

## Біографія

### Походження
З роду Коновніциних. Народився в маєтку Микитівка (Охтирського повіту, Харківської губернії, нині — село Микитівка Тростянецького району, Сумської області). Батько — військовий міністр граф Коновніцин Петро Петрович, мати — Анна Іванівна Корсакова.

### Військова служба
До 17 років виховувався вдома, в службу вступив в 1821 році  колонновожатим в свиту по квартирмейстерської частини. У 1825 році — підпоручик Гвардійського генерального штабу.

### Участь у декабристському русі
Член  Північного товариства з 1825. Під час слідства з'ясувалося, що він: знав цілі Північного товариства. Про виступ 14 грудня дізнався напередодні, у нарадах участі не брав. Коновніцину було доручено спостерігати за переміщеннями Гренадерського полку. Про плани щодо імператорської сім'ї чув від 
Корниловича.

### Арешт та заслання
Заарештований 17 грудня 1825 року в Петербурзі і був ув'язнений в Кронштадтської та Петропавлівської фортеці.
Був засуджений та засланий на каторгу. Але після прохання його матері до царя Миколи І вирок був пом'якшений. Молодого офіцера засудили за IX розрядом, позбавили чинів, дворянства, розжалували в солдати з висилкою в далекі гарнізони.
Вступив в Семипалатинський гарнізонний батальйон, звідки в 1827 році переведений на Кавказ. Учасник  російсько-турецької війни 1828—1829. Прапорщик з березня 1828 року.

### Смерть
Заслання, нелегка військова служба в горах підірвала здоров'я Петра, і він захворів на сухоти (туберкульоз). На початку 1830 року одержав відпустку для побачення з матір'ю і для лікування в маєтку Микитівка (Охтирського повіту Харківської губернії), однак йому був заборонений в'їзд в інші губернії і при ньому повинен був перебувати благонадійний офіцер.
У лютому 1830 року Петро Коновніцин приїхав до Микитовки. Але вилікувати хворобу не змогли. У серпні того ж 1830 року Петро в тяжких муках помер у своєму маєтку. Поховала його мати в саду власного будинку.

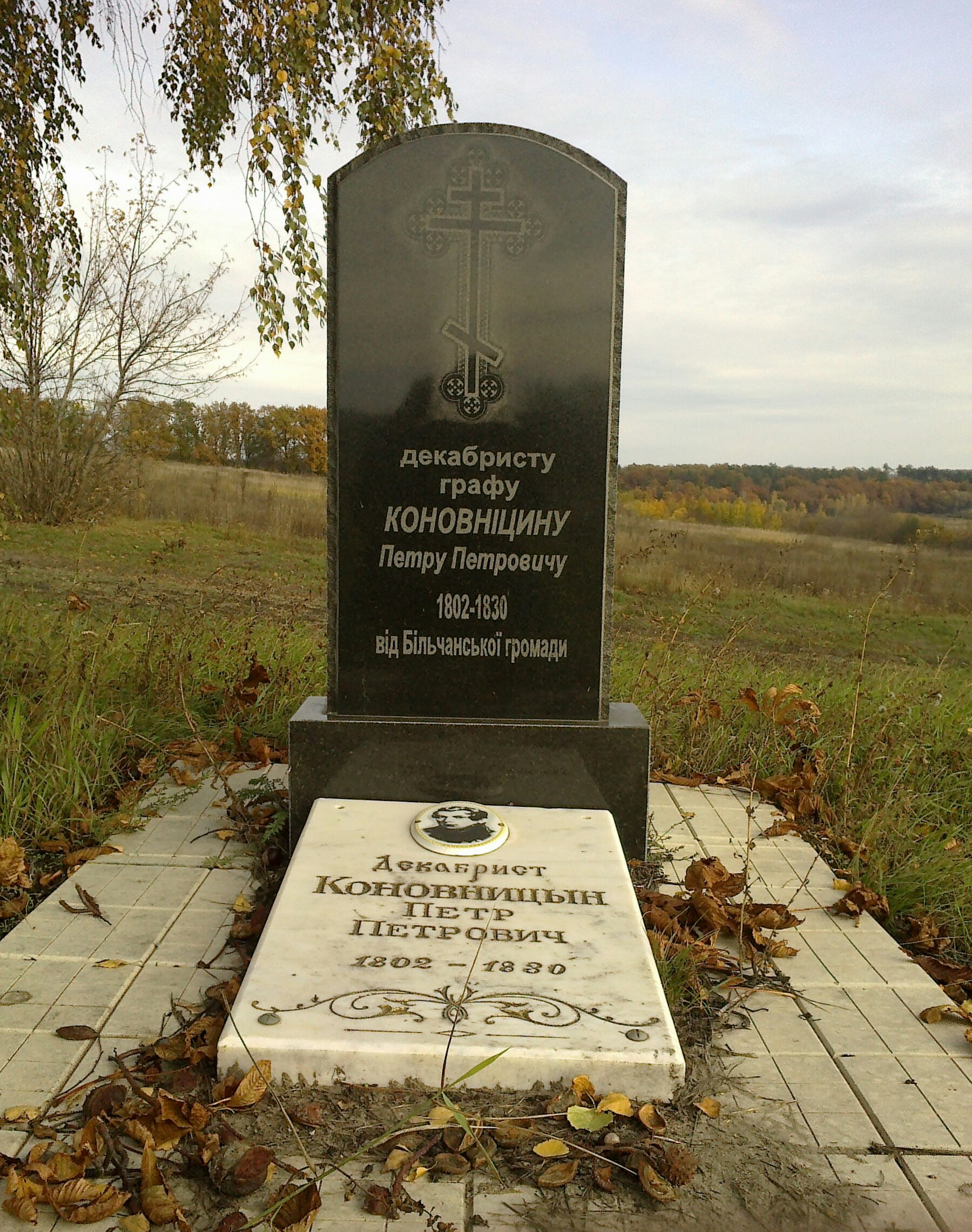
Могила Петра Коновніцина після благоустрою у 2016 році

Земляки відновили могилу Петра Коновніцина (декабриста). Український історик, фахівець в області історіографії, декабрістознавець Г. Д. Казьмирчук вказав: «У лютому 1830 року П. П. Коновніцин отримав відпустку і приїхав у Микитівку. Влітку того ж року він помер і був тут похований. Могила П. П. Коновніцина збереглася до теперішнього часу. У 1975 році тут була встановлена надгробна плита з портретом декабриста».
З 1975 року до могили тягнеться невеличкий струмок шанувальників і школярів, іноді селяни в поминальні дні кладуть квіти.
Сьогодні Микитівка, колишній маєток Коновніциних, входить до Більчанської громади (орган місцевого самоврядування в Тростянецькому районі Сумської області), яка в 2016 році поставила новий пам'ятник з граніту на могилі декабриста.
В іншому сімейному маєтку, в селі Кярово Гдовського повіту Санкт-Петербурзької губернії був встановлений пам'ятник Петру Коновніцину. Його поставив на пам'ять про брата Іван Коновніцин, теж декабріст. На жаль, пам'ятник не вцілів.
На пам'ять про синів-декабристів Петра Петровича й Івана Петровича Коновніциних — їх мати, Анна Іванівна Коновніцина у 1836 році побудувала в Микітовці церкву Казанської ікони Божої матері. У серпні 1943 року при наступі радянських військ в купол церкви потрапив авіаційний снаряд. Фасад церкви був зруйнований.